# Moorausbruch

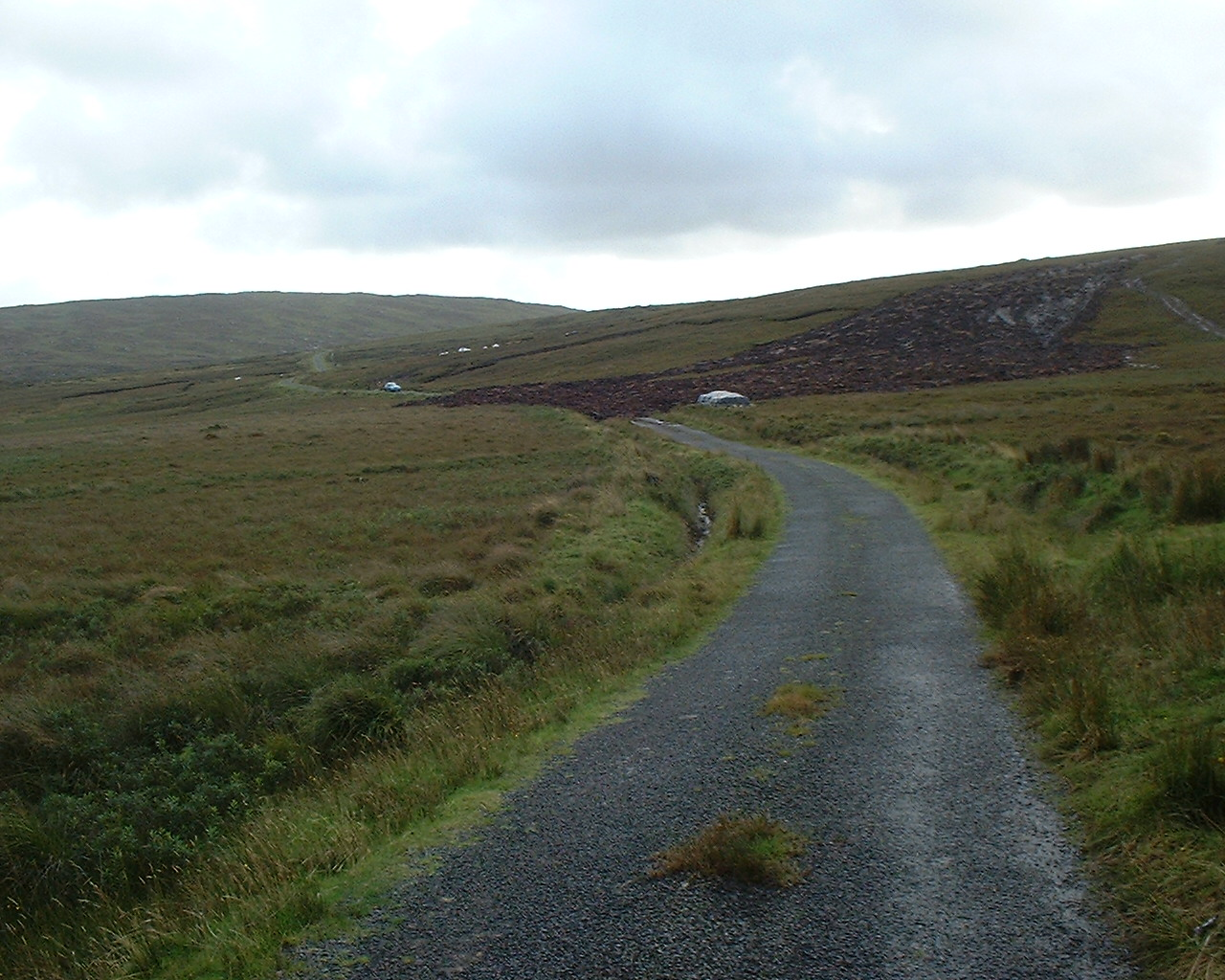
Ein Moorausbruch im irischen County Donegal 2009

Ein Moorausbruch ist ein plötzliches Aufbrechen eines aufgewölbten Hochmoores, aus dem sich ein Erdrutsch  ergießt, der aus mit Wasser übersättigtem Moor besteht. Das Moor kann teilweise über mehrere Kilometer weit abfließen und dabei je nach Umgebung größere Verwüstungen verursachen.

## Beschreibung

Schematischer Aufbau eines Hochmoores

Die Oberfläche von Hochmooren wächst im Laufe ihrer Entwicklung stetig nach oben und kann unter Umständen auch hoch über die umgebende Uferlinie hinauswachsen. Im Inneren des Moores sammelt sich ein mit Wasser gesättigtes Gemisch aus Sphagnumtorf an, die Oberfläche bildet eine relativ trockene Haut, die das ganze Gebilde in Form hält. Durch eine Störung der labilen Struktur, beispielsweise durch angesammelte Gase oder statische Instabilitäten, kann diese Haut aufbrechen und den flüssigen Inhalt in Form einer Mure oder Schlammlawine freigeben.

## Vorkommen
Moorausbrüche sind ein Phänomen, das besonders häufig in Irland und England zu beobachten ist, alleine aus Irland waren bis 1995 etwa 38 Moorausbrüche überliefert. 1771 verwüstete ein Moorausbruch des Solway Moss eine Fläche von 200 Hektar. 1708 verschütteten etwa drei Millionen Kubikmeter Moor aus dem Woodfield Bog bei Clara im irischen County Offaly große Flächen mit einer Höhe von bis zu zwölf Metern.
Vereinzelt können Moorausbrüche auch durch menschliche Eingriffe in dem Moor ausgelöst werden, wie 2003 beim Moorausbruch von Derrybrien in Irland, bei dem 450.000 m³ austretendes Moor Bäume einer Waldfläche entwurzelten, Gebäude niederwalzten und ein Fischsterben in einem Fluss verursachten.
Aus Deutschland ist ein Moorausbruch aus Oldenbrok (Landkreis Wesermarsch) aus der Nacht vom 8. zum 9. November 1764 belegt, der zu schweren Schäden an den umliegenden Getreideäckern führte und Entwässerungsgräben verschüttete. Zu einem weiteren Moorausbruch kam es im Herbst 1793 bei Leezdorf (Landkreis Aurich).